# Kōji Sueyoshi
Koji Sueyoshi (末吉 宏司 Sueyoshi Koji?,  5 de febrero de 1977) es un actor japonés. Inició su carrera como actor desde 1996. Es conocido por sus papeles en la serie y drama Tokusatsu: como "Hayate / GingaGreen", en la serie Super Sentai Seijuu Sentai Gingaman, y como "Ichirota Furukawa" en Hatchobori no Shichinin Serie de samurai Jidaigeki. Ha participado en más de 100 películas de Yakuza. También tiene el nombre artístico de  Koji (コウジ Koji?). Actualmente reside en México. 

## Filmografía

### Cine
- Close Your Eyes and Hold Me: Me wo Tojite Daite (1996) - Nanaomi
- Koi wa Maiorita (1997) - Makoto
- Deborah ga Rival (1997)- Okabe
- Shonan Butouha Koukou-Den 1 & 2 (1997-1998) - Honda
- Shonan Bakusouzoku 2 - Nettou Arbeit Daisakusen (1998) - Akira Ishikawa
- Shin Shonan Bakusouzoku - Arakure Knight (1998) - Amano
- Seijuu Sentai Gingaman: Himitsu no Chie no Mi (1998) - Hayate / GingaGreen
- Seijuu Sentai Gingaman vs.Megaranger (1999) - Hayate / GingaGreen
- Kyuukyuu Sentai GoGo V vs. Gingaman (2000) - Hayate / GingaGreen
- Jitsuroku Yozakura Ginji 1 & 2 (2001) - Kenichi Furuta
- Jitsuroku Nagoya Yakuza Sensou: Touitsu e no Michi 1,2 & 4 (2003-2004) - Shomei Takenouchi
- Ankoku Gai no Teiou 1 & 2 (2008) - Keiichirou Murata
- Yakuza no Daimon 5,8,9,10,11,12,13,14,15,16,17,18,19 & 20 (2008-2013) - Kishida & Yoshiyuki Nagatsuka
- Kyoukatsu Ichidaiki 1 & 2 (2008) - Heita Otsuka
- Yabou e no Chousen (2009) - Masao Fujikawa
- Kyouen: Jitsuroku Agata Mitunori no Hansei (2009) - Kawauchi
- Shin, Kujira Michi: Kyougon 2 (2009) - Keisuke Morita
- Hyouteki: Target 1 & 2 (2009) - Nagano
- Ootori 1,2,3 & 4 (2009-2010) - Yuji Mikami
- Kenka Koukou Gundan: Tokkou, Kokushi Kou vs. Asa Koukou (2009) - Yoshiharu Yamashita
- Hakuryu 7,9 & 10 (2009-2010) - Takamichi Nakano
- Shura no Touitsu 1 & 2 (2009) - Haruo Tsuyama
- Kenka no Gokui 3 (2009) - Shuji Kimoto
- Akkan 1 & 2 (2009) - Sentaro Kijima
- Jitsuroku Okinawa Yakuza Kousou: Ikusaya Ashibaa Uehara Yuichi 1 & 2 (2009) - Shuji Uehara
- Mukuge no Hana: Mou Hitotsu no Yanagawa Gumi 1 & 2 (2009) - Kozuno Yanagawa
- Kyusyu Gekidou no 1520 Nichi: Shin, Makoto he no Michi 3 (2009) - Eiji Matsuki
- Kyoudai no Hakaba 1 & 2 (2010) - Shinobu Akasofu
- Jitsuroku Osaka Minami no Tsura (2010) - Takekazu Motoyama
- Nensyou Battle Royale (2010) - Akihiko Sone
- Aniki 1 & 2 (2010) - Ryosuke Yoshikawa
- Waga Kyoujou Hansei 1 & 2 (2010) - Kazuya
- Shin, Nippon Bouryoku Chitai 1 & 2 (2010) - Masao Ejima
- Don wo Tore (2010) - Syuntaro Yabu
- Dobunezumi no Ballad (2010) - Sawaki
- Jitsuroku Wakagashira (2010) - Yukihisa Nakajima
- Urasakazuki no Gundan 1,2 & 3 (2010) - Shiro Kijima
- Dragon (2010) - Seiichi Kinbara
- Shin, Sikakui Jungle (2010) - Ichirou Yuuki
- Sayonara Natsuyasumi (2010) - Tutumu Yamada
- Gokuhi Sennyu Sousakan D.D.T 2 (2011) - Akira Hyuga
- Dark 1 & 2 (2011) - Kobayashi
- Bounty Hunter 1 & 2 (2011) - Jun Nishijima
- Tengoku no Shima 1 & 2 (2011) - Yuji Agatsuma
- Gedou Gundan (2011) - Minoru Kitagawa
- Gedou Bou 1 & 2 (2011) - Masaki
- Fudou 1 & 2 (2011) - Naoyasu Torii
- Mad Dog (2011) - Masahiro Nakazato
- Jiken: Wana ni Hamaru Onnatachi (2011) - Koji Suzuki
- Shin, Yabu no Gundan 1,2 & 3 (2011) - Gorou Takizawa
- Tekiya Girls (2011) - Masahiro Unno
- Kono Otokotachi, Kyoubou nite (2011) - Young detective
- Shura no Hadou 1,2 & 3 (2011) - Mitsuyo Nakanishi
- Kankin (2011) - Hiromi Katuragi
- Outlaws (2011) - Joji Nashida
- Hotel Flowers (2011) - Katufumi Yamashita
- Gokudou Chuushingura (2011) - Masahiko Ikeda
- Under Ground (2011) - Kiyohito Naruse
- Inmitsu Kunoichi Den: Hazuki Hen (2011) - Hidemasa
- Ashita no Joe (2011) - Journalist
- Inmitsu Kunoichi Den: Kaede Hen (2012) - Hidemasa
- Shinjuku Oukami: wolf (2012) - Ryouji Hirai
- Bad Girl (2012) - Ushinosuke
- Yurusarezaru Mono (2012) - Kenji
- Don no Michi 2,8,9 & 10 (2012-2014) - Ken Matsubara & Kazuhiro Furuta
- Chuukyou Touitsu Sensen (2012) - Yutaka Aikawa
- Black Connection 1 & 2 (2012) - Masanobu
- Kyou to Iuna no Gokudou 1,2 & 3 (2012) - Tatsuo Yamamoto
- Hakuryu: Hitler no Musuko (2012) - Takamichi Nakano
- Gekidou no Kizu (2012) - Kazuya Yoshida
- Samurai (2012) - Toshiyuki Honjou
- Jingi no Seisen: Jack Knife (2012) - Nobuhiko Kusano
- Jingi no Tatakai (2012) - Naoyuki Takeishi
- Shura no Hanamichi (2012) - Yuudai Inamura
- Nihon Hanzaishi Yokubou no Ana (2013) - Taro Kimura
- Black Face (2013) - Subaru
- Araburu Otoko (2013) - Shinya Isino
- Loser (2013) - Hayashi
- Shura no Daisyou (2013) - Takeshi Takahashi
- Chinpira 1 & 2 (2013) - Naoharu
- Shin, Nenshou Battle Royale 1,2 & 3 (2013-2014) - Yousuke Takeshita
- Shin, Kenka Koukou Gundan: Gishikou vs Minzokukou (2013) - Akimune
- Nippon Touitsu 1,2,3,4,5,6,7,8 & 9 (2013-2015) - Shun Machida
- Dairi Sensou: Yakuza x Kankoku Mafia (2013) - Tatsuya Iwabuchi
- Shura yo Saraba (2013) - Shinobu Machimura
- Fudou no Jingi (2013) - Nakata
- Kousou no Banka (2013) - Takeshi Nishikido
- Fixer (2014) - Yuusaku Kawamura
- Sakazuki Gaikou (2014) - Kenzou Wakita
- Gewalt 2 (2014) - Mitsuo Kobashi
- Saigo no Gokudou (2014) - Shinji Katsumata
- Kyoudai Banka (2014) - Kazuya Narahashi
- Sandaime Daikou 3 (2014) - Roberto Onishi
- Hitman: Asu eno Juusei (2014) - Masataka Oka
- Kantou Gokudou Rengoukai 1,2,3,4, & 5(2014) - Toshiaki Kunieda

### Televisión
- Yami no Purple Eye (TV Asahi, 1996) - Gou Yoshioka
- Meitantei, Hokenshitsu no Oba-san (TV Asahi, 1997) - Kohei Kanayama
- Seijuu Sentai Gingaman (TV Asahi, 1998 - 1999) - Hayate / GingaGreen
- Sekai Ururun Taizaiki: Nishi Africa Côte d'Ivoire de Kamen no Seirei ni Koji Sueyoshi ga Deatta (TBS,  1999)
- Shin-D: Natsuiro no Koi (Nippon TV, 1999) - Masaya Takada
- Warui Onna: Jigoku e no Cocktail (TBS, 1999) - Tomoya Mukai
- Hatchobori no Shichinin Part 1 - Part 7 (TV Asahi, 2000-2006) - Ichirota Furukawa
- Shin-D: 2-Dome no Hatsukoi (Nippon TV, 2000) - Ryosuke Kishi
- Friday Entertainment: Hanase Chinatsu no Jiken Scoop (Fuji TV, 2000) - Atsuo Yamane
- Straight News (Nippon TV, 2000) - Joji Koga
- Onna to Ai to Mystery: Shinano no Colombo File 2 (TV Tokyo, 2002) - Detective Kinoshita
- Saigo no Bengonin (Nippon TV, 2003)  - Noboru Maeshima
- Kimi wa Pet (TBS,  1999) - Yoshio Yada
- Friday Entertainment: Keiji Chousakan, Miyako Tamasaka (Fuji TV, 2003) - Satoshi Kato
- Onna to Ai to Mystery: Shinano no Colombo File 4 (TV Tokyo, 2002) - DetectiveKinoshita
- Kyouhansha (Nippon TV, 2003) - Ryuji Satou
- Kaidan: Shinmimibukuro 3 ~Oshiete~ (BS-TBS, 2004) - Nobuki Yamamoto
- Keitai Deka: Zenigata Rui (BS-TBS, 2004) - Senzo Nekota
- Wednesday Premiere: Onsen e Ikou Special (TBS, 2004)- Keizo Okawa
- Seishun no Mon ~Chikuho-Hen~ (TBS, 2005) - Seiji
- Saturday Wide Gekijou: Kisou no Onna 2 (TV Asahi, 2005)~ - Tomoaki Kurata
- Panasonic Drama Theater: Mito Kōmon (TBS, 2006) - Fukami Juzo
- Kamen Rider W (TV Asahi, 2009) - Sachio Kurosu
- Kyoto Chiken no Onna (TV Asahi, 2011) - Tsuyoshi Kubota